# Le Désert des Tartares
Pour le film de Valerio Zurlini, voir Le Désert des Tartares (film).
 (mai 2012).
Si vous disposez d'ouvrages ou d'articles de référence ou si vous connaissez des sites web de qualité traitant du thème abordé ici, merci de compléter l'article en donnant les références utiles à sa vérifiabilité et en les liant à la section « Notes et références ».
Le Désert des Tartares (titre original en italien Il deserto dei Tartari) est un roman de Dino Buzzati paru en Italie en 1940.
La traduction française, signée Michel Arnaud, est publiée en 1949 aux éditions Robert Laffont.
Ce roman a été adapté au cinéma par Valerio Zurlini (Le Désert des Tartares, 1976), en chanson par Jacques Brel (Zangra, 1962), au théâtre par Xavier Jaillard, et a inspiré divers romans.

## Thèmes
Le roman traite de la fuite du temps, de l'attente vaine d'une reconnaissance méritée et d'une grande bataille finale, victorieuse et héroïque, dont la routine, la raison et le sort priveront le commandant en second du fort, le commandant Giovanni Drogo, alors même que l'ennemi est aux portes de la citadelle, à la frontière entre « le Royaume » et « l'État du Nord », territoires mythiques séparés par un désert énigmatique, le désert des Tartares.
Prêt comme au premier jour, ne surmontant la maladie qui le ronge que grâce au respect strict d'un rituel immuable, Drogo devenu commandant se résout la mort dans l'âme à faire après tant d'années son paquetage de départ. Mais alors qu'il part sans espoir de retour, surgit l'ennemi, signe du total mépris que la Gloire semble avoir voulu témoigner[réf. nécessaire] au commandant gardien du fort Bastiani.
Gérard Crespo voit dans le roman se mêler deux thèmes, l'« absurdité de la guerre » et le « piège du temps qui passe ».

## Inspiration
Buzzati a expliqué dans de nombreuses interviews que cette histoire lui avait été inspirée par la vie de journaliste contraint aux ennuyeuses permanences en rédaction de nuit au Corriere della Sera, de 1933 à 1939 : « … et les mois passaient, les années passaient et je me demandais si cela allait continuer toujours, si les espoirs, les rêves inévitables de la jeunesse se seraient atrophiés peu à peu, si la grande occasion serait arrivée ou non… ».

## Résumé
Giovanni Drogo, jeune lieutenant, est nommé au fort Bastiani à sa sortie de l’école militaire. On comprend que le fort est situé à la frontière nord du pays, à la limite d’un désert où, depuis très longtemps, des ennemis ont attaqué ou doivent attaquer. Le fort est situé en altitude dans un endroit désertique où il pleut en automne et neige en hiver.
Dès son arrivée, Drogo est fasciné par le fort et le paysage qui agit comme un aimant sur lui. Son premier réflexe est de fuir mais il accepte de rester quatre mois de plus contre la promesse d’un faux certificat de santé qui lui permettrait de rentrer en ville, cette ville que tous les officiers espèrent ou regrettent. Au terme des quatre mois, lors de la visite médicale, en regardant par la fenêtre le fort, la montagne, et en se remémorant la tristesse de la ville, il décide de rester à son poste.
Après deux années de présence, un cheval sans cavalier arrive du Nord : le soldat Lazzari est tué par une sentinelle du fort en voulant ramener le cheval. Puis arrivent des troupes, c’est une fausse alerte, elles font du bornage. Le lieutenant Angustina meurt de fatigue et de froid en allant mettre une borne au sommet d’une montagne avant ceux du Nord.
Après quatre années, Drogo obtient une permission de deux mois et retourne en ville, mais il est étranger à sa mère, et aussi à son amour de jeunesse avec qui il lui suffirait d’un mot pour renouer le lien. Lors d'une entrevue chez le Général pour avoir une nouvelle affectation, il apprend que la garnison du fort va être réduite de moitié et que vingt officiers ont demandé leur mutation. Comme il n’a pas fait de demande car il croyait qu’après quatre années il était prioritaire, il assiste au départ d'autres officiers. L’espoir renaît quand un camarade, le lieutenant Simeonni, lui signale des signes d’activité au Nord : « ils » (les ennemis du Nord) construisent une route.
Après quinze années de présence, la route est finie, l'ennemi peut accéder rapidement au Fort. Les effectifs du fort ont encore baissé, Drogo est alors capitaine. Quand il obtient une permission de trente jours, il en revient au bout de vingt jours.
Après vingt ans de présence, Drogo est commandant et le numéro deux du fort, Ortiz, est parti. La santé de Drogo est mauvaise et il triche avec la complicité du médecin pour rester au fort.
Après trente années de présence, les ennemis arrivent, Drogo est malade et s'évanouit devant ses hommes. Il est alors rapatrié à l’arrière. À son retour vers la ville, il croise les soldats qui montent en renfort. Il n'a pas participé au combat dont il rêvait, mais il va livrer un tout autre combat, seul face à la mort dans une petite auberge.

## Prolongements, théâtre, cinéma et littérature
Valerio Zurlini a réalisé une adaptation cinématographique du roman en 1976, avec le film franco-germano-italien Le Désert des Tartares, tourné dans la forteresse de Bam, au sud de l'Iran. Après plusieurs versions, le scénario définitif a été écrit par André-Georges Brunelin. Le personnage de Drogo est interprété par Jacques Perrin, coproducteur du film.
Jacques Brel s'est inspiré du personnage de Drogo dans sa chanson Zangra, qui reprend en quelques strophes le destin dérisoire et tragique de l'officier en garnison « au fort de Belonzo / qui domine la plaine / d'où l'ennemi viendra / qui [le] fera héros… ».
Yves Vaillancourt, professeur de philosophie, écrivain et photographe, s'est appuyé sur le personnage de Drogo dans son roman La Source opale pour le personnage de Vital. Ce dernier incarne le lieutenant Drogo dans un jeu de rôle littéraire qui émaille tout le roman. Le jeu deviendra de plus en plus sérieux pour permettre à l'auteur de mieux illustrer le désenchantement de l’homme à la mi-temps de sa vie et asseoir encore plus la relation entre l’œuvre de Buzzati et la sienne.
Le texte a été adapté pour le théâtre par Xavier Jaillard et joué au théâtre Petit-Hébertot du 18 janvier 2012 au 13 mai 2012 par Xavier Jaillard et Fabien Heller. La mise en scène est de Christian Suarez, les lumières de Jacques Rouveyrollis, le décor de Jean-Pierre Logerais et la musique de Frédéric Jaillard.